# He Was a Quiet Man
He Was a Quiet Man (prt: A Fúria de um Homem Discreto; bra: A Fúria) é um filme estadunidense de 2007, do gênero comédia dramática, escrito e dirigido por Frank Cappello e estrelado por Christian Slater, Elisha Cuthbert, Jamison Jones e William H. Macy.

## Enredo
Bob Maconel (Christian Slater) tem um emprego medíocre em um escritório, leva uma vida solitária e tem alucinações — como conversar com seu peixinho-dourado (voz de John Gulager) — e ideias recorrentes de matar seus colegas de trabalho, que não lhe dão importância. Bob mantém um revólver e munição em sua gaveta, mas não tem coragem para usá-lo. Um dia, Ralf Coleman (David Wells), um colega seu que também tem um trabalho medíocre, saca uma arma e começa a atirar nos colegas, poupando Bob por se identificar com ele. Bob discute com Coleman sobre dar um segundo tiro na bela Vanessa (Elisha Cuthbert), seu amor platônico, e acaba sacando sua arma e matando Coleman, o que faz com que Bob seja considerado um herói. Bob é promovido a "Vice-Presidente de Pensamento Criativo" e torna-se um alto executivo, ocupando o lugar de Vanessa, que foi salva por ele, e acabou ficando tetraplégica.
Desiludida por não ser mais uma "deusa", Vanessa pede que Bob a jogue nos trilhos do metrô. Bob fica em dúvida e rabisca num papel "devo terminar o trabalho de Coleman?". Bob desiste de jogar Vanessa no metrô e eles descobrem que ela pode mexer o dedo mínimo da mão, o que lhes dá esperança. Logo, Bob e Vanessa começam a namorar, mas Bob ainda está preso às inseguranças do passado, e começa a pensar que, caso Vanessa se recupere, irá deixá-lo por Gene Shelby (William H. Macy), o presidente da empresa, com quem Vanessa teve um caso. Maurice Gregory (John Gulager), o psicólogo da empresa, acha o papel rabiscado por Bob e tenta ajudá-lo, sem sucesso.
É revelado que tudo não passou de uma alucinação de Bob, que teve início no suposto tiroteio inicial. Desta vez, é Bob quem está com um revólver e na posição de seu colega, mas ao invés de atirar nos outros, aponta arma para a cabeça e comete suicídio em frente a Vanessa. Ao revistar seu apartamento, a polícia encontra uma nota de suicídio com os dizeres "você pode me perguntar por que eu fiz o que fiz... mas que escolhas vocês me deram? De que outra forma eu poderia chamar a atenção?". No noticiário, repórteres entrevistam seus vizinhos, que dizem que ele simplesmente era "um cara quieto".

## Elenco
- Christian Slater como Bob Maconel
- Elisha Cuthbert como Venessa Parks
- William H. Macy como Gene Shelby
- Sascha Knopf como Paula Metzler
- Jamison Jones como Scott Harper
- Michael DeLuise como o detetive Sorenson
- Anzu Lawson como Nancy Felt
- John Gulager como o peixinho-dourado e Maurice Gregory
- Frankie Lou Thorn como Jessica Light
- Randolph Mantooth como o dr. Willis
- Greg Baker como o cara da copiadora

## Prêmios
- Melhor Cinematografia, Newport Film Festival (1 de maio de 2007)[carece de fontes?]
- Melhor Atração, Seattle's True Independent Film Festival (5 de junho de 2007)[carece de fontes?]
- Melhor Diretor, Jackson Hole Film Festival (11 de junho de 2007)[carece de fontes?]
- Melhor Ator, Goa True Film Festival (9 de outubro de 2009)[carece de fontes?]